# Laika (estúdio)
Laika Entertainment, LLC. é um estúdio norte-americano de animação stop-motion,especializado em longas-metragens, conteúdo comercial multimídia, videoclipes e filmes de curta metragem. Ele é mais conhecido por seus longas-metragens stop-motion, Coraline, ParaNorman, The Boxtrolls e Kubo and the Two Strings.
O estúdio é de propriedade de Phil Knight, cofundador e presidente da Nike, e está localizado na região metropolitana de  Portland, Oregon. O filho de Knight, Travis, atua como presidente e CEO da Laika. 
A empresa tinha duas divisões, Laika Entertainment para longas-metragens e Laika/house de conteúdo comercial. A Laika desmembrou a divisão comercial, em julho de 2014 para se concentrar exclusivamente na produção de filmes. A nova divisão comercial independente agora é chamada de HouseSpecial.

## Histórico
No final da década de 1990, a Will Vinton Studios, conhecida por seus filmes e comerciais em stop-motion, procurou fundos para mais filmes de longa-metragem e trouxe investidores externos, incluindo o proprietário da Nike Inc. Phil Knight. Em 1998, Knight fez seu investimento inicial e seu filho Travis começou a trabalhar no estúdio como animador. Em 2002, Phil Knight adquiriu a Will Vinton Studios  financeiramente combalida para prosseguir a produção de filmes. No ano seguinte, Henry Selick, diretor de O Estranho Mundo de Jack, entrou para o estúdio como supervisor e diretor. Em julho de 2005, a sucessora da Will Vinton Studios foi fundada, com o nome "Laika", nome este que é uma referência a cadela enviada ao espaço pela União Soviética em 1957 de mesmo nome. Ela abriu duas divisões: Laika Entertainment para longas-metragens e Laika/home para o trabalho comercial, tais como comerciais e vídeos musicais. Ela também anunciou seus primeiros projetos, o filme stop-motion Coraline (baseado no livro de mesmo nome) e o filme de animação em CGI Jack & Ben's Animated Adventure.

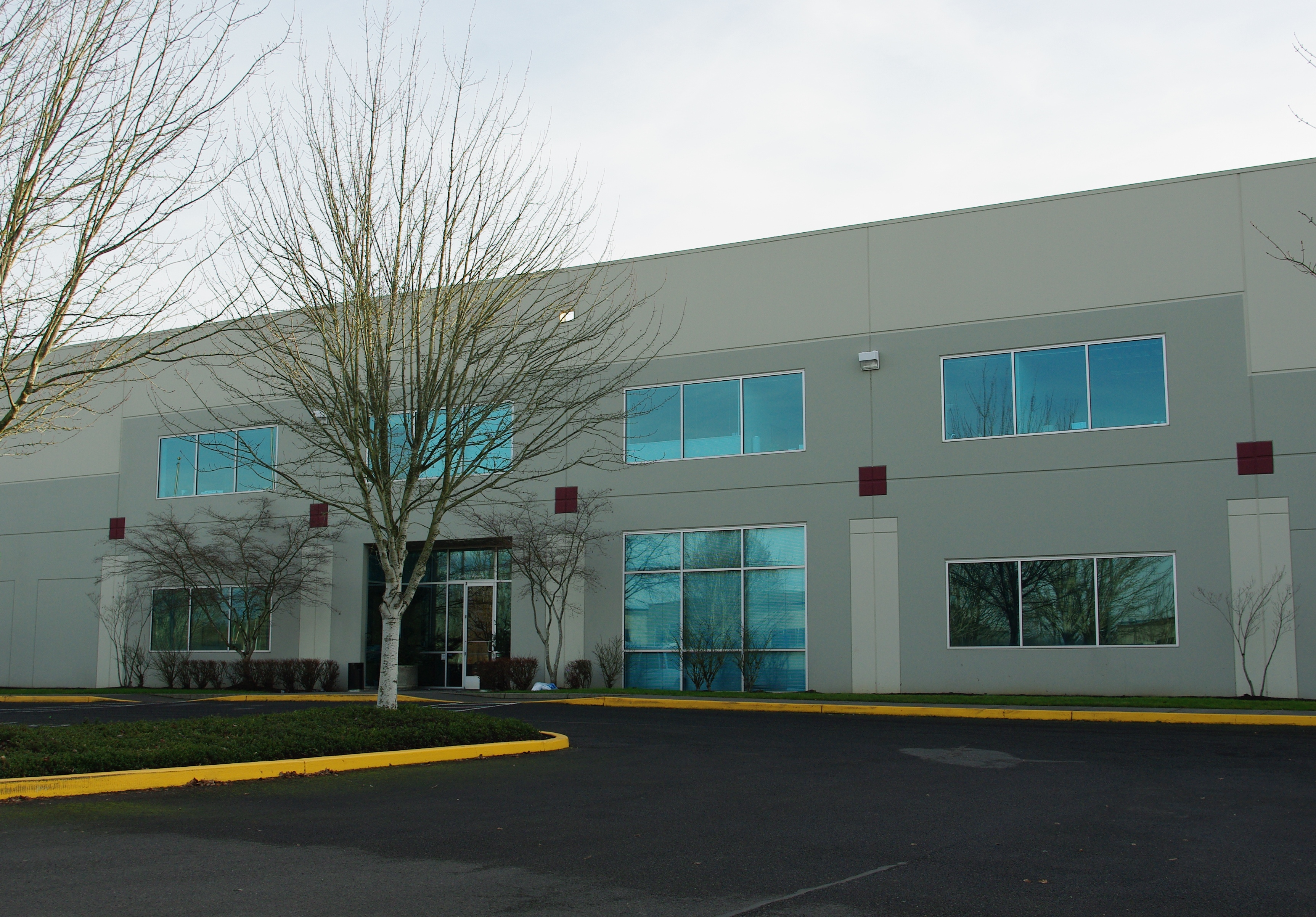
A sede da Laika em Hillsboro, Oregon

O estúdio despediu uma porção significativa de seus funcionários em 2008, quando seu segundo filme previsto, Jack & Ben's Animated Adventure, foi cancelado. No ano seguinte, o estúdio lançou seu primeiro longa-metragem, Coraline, que recebeu uma indicação para o Oscar de Melhor Filme de Animação, uma indicação ao BAFTA para Melhor longa Animado, uma indicação para o Globo de Ouro de Melhor Filme de Animação, e oito indicações ao Annie Awards, vencendo três, para Melhor Música de um Desenho Animado, Melhor Design de Personagem e Design de Produção em um Longa-Metragem. 
Depois de dirigir Moongirl e Coraline, e, sem sucesso na renegociação de seu contrato, Selick deixou a Laika, em 2009. No final do ano, o estúdio demitiu mais pessoais em seu departamento de animação digital para se concentrar exclusivamente em stop-motion.
O seu segundo longa-metragem stop-motion, ParaNorman, estreou em 17 de agosto de 2012. Ele recebeu uma indicação para o Oscar de Melhor longa Animado, bem como uma indicação para Melhor longa Animado no BAFTA, e oito indicações ao Annie Awards, ganhando dois, para Personagem de Animação e Design de Personagens em uma produção de desenho Animado. 
Depois de trabalhar em comerciais stop-motion para clientes como a Apple Inc., a Fox Sports, ESPN e Coca-Cola, Laika desmembrou seu braço de publicidade, em julho de 2014, para focar na produção de longa-metragens exclusivamente. A nova empresa comercial é chamada de HouseSpecial.
O terceiro filme, The Boxtrolls, foi lançado em 26 de setembro de 2014. Ele foi baseado no livro de aventura/fantasia de Alan Snow, Here be Monsters! e foi dirigido por Anthony Stacchi e Graham Annable. Ele recebeu um Oscar por Melhor Animação, uma indicação ao Globo de Ouro de Melhor Filme Animado, e nove indicações ao Annie Awards, vencendo duas, por Melhor Dublagem e Design de Produção em um Filme de Animação.
Seu quarto filme, Kubo and the Two Strings foi lançado em 19 de agosto de 2016. Recebeu duas indicações ao Oscar, por Melhor Animação e Melhores Efeitos Visuais (sendo apenas o segundo filme de animação a receber essa indicação, após O Estranho Mundo de Jack). Ganhou o BAFTA de Melhor Longa Animado. Ele também recebeu uma indicação para Melhor Animação no Globo de Ouro, e dez indicações ao Annie Awards, vencendo três, para Animação de personagens, Design de Produção e Editorial em um Longa Metragem.
Em março de 2015, a empresa anunciou que iria expandir o estúdio em um esforço para permitir a produção de um filme por ano.
Laika está produzindo um quinto filme ainda sem título, que está programado para lançamento em 18 de maio de 2018.

## Filmografia

### Filmes de longa-metragem
| # | Título                   | Data de lançamento     | Orçamento         | Bruto            | RT  | MC |
| - | ------------------------ | ---------------------- | ----------------- | ---------------- | --- | -- |
| 1 | Coraline                 | 6 de fevereiro de 2009 | Us $60 milhões    | $124.6 milhões   | 90% | 80 |
| 2 | ParaNorman               | 17 de agosto de 2012   | Us $60 milhões    | $107.1 milhões   | 87% | 72 |
| 3 | The Boxtrolls            | 26 de setembro de 2014 | Us $60 milhões    | $109,3 milhões   | 75% | 61 |
| 4 | Kubo and the Two Strings | 19 de agosto de 2016   | Us $60 milhões    | Us $74,5 milhões | 97% | 84 |
| 5 | Missing Link             | 12 de abril de 2019    | Us $102,3 milhões | Us $26,2 milhões | 89% | 68 |

### Próximos filmes
| # | Título             | Data de lançamento |
| - | ------------------ | ------------------ |
| 6 | Wildwood           | Em Breve           |
| 7 | The Night Gardener | Em Breve           |

### Curtas-metragens
| # | Título   | Data de lançamento     |
| - | -------- | ---------------------- |
| 1 | Moongirl | 24 de setembro de 2005 |

### Trabalhos encomendados
| Ano       | Título                              | Nota(s)                         |
| --------- | ----------------------------------- | ------------------------------- |
| 2005      | Corpse Bride                        | Produção                        |
| 2007      | King of Califórnia                  | Sequência de sonho              |
| 2007-2009 | Slacker Cats                        | Série de televisão              |
| 2011      | A Very Harold & Kumar 3D Christmnas | Stop-motion/claymation segmento |